# The Amazing Mr. Bickford
The Amazing Mr. Bickford je animovaný film z roku 1987. Obsahuje orchestrální skladby Franka Zappy a animace Bruce Bickforda.